# Dánský cestovní pas

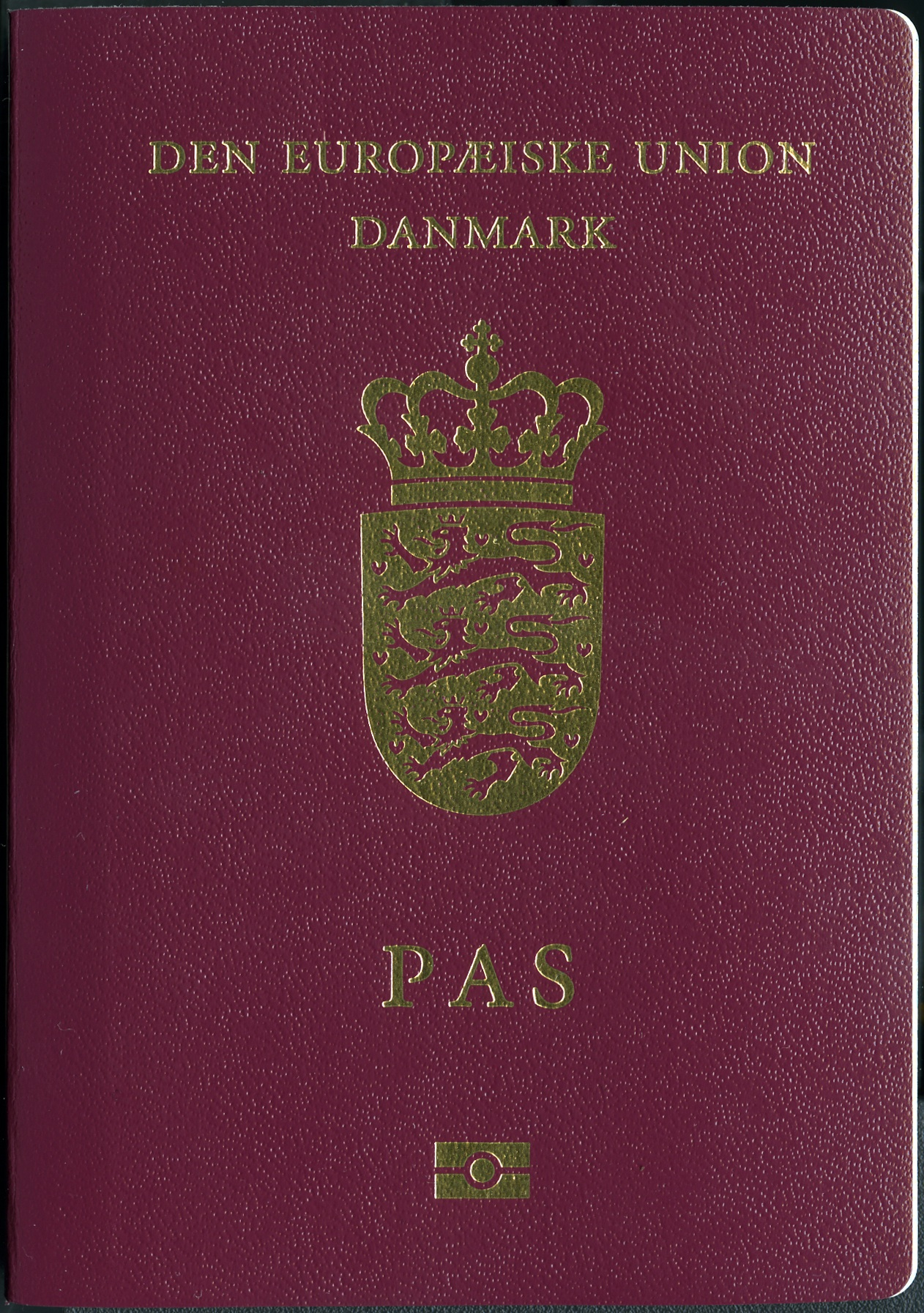
Dánský cestovní pas

Dánský cestovní pas je dokument vydávaný občanům Dánského království za účelem mezinárodního cestování. Kromě toho, že slouží jako důkaz dánského občanství, usnadňují proces zajištění pomoci od dánských konzulárních úředníků v zahraničí (nebo jiných konzulátů EU nebo severských misí v případě nepřítomnosti dánského konzulárního úředníka).
Existují různé verze pro státní příslušníky Dánska, Grónska a Faerských ostrovů, i když neuvádějí jinou národnost, přičemž všichni držitelé jsou Dánové. Státní příslušníci Dánska s bydlištěm v Grónsku si mohou vybrat mezi dánským pasem EU a nižším dánským pasem Grónska. 
Každý dánský občan (kromě občanů s bydlištěm na Faerských ostrovech) je také občanem Evropské unie. Cestovní pas opravňuje svého nositele ke svobodě pohybu v Evropském hospodářském prostoru a ve Švýcarsku. Pro cesty v rámci severských zemí není pro severské občany ze zákona vyžadován žádný doklad totožnosti kvůli Severské pasové unii.
Podle indexu vízových omezení z dubna 2021 mohou dánští občané navštívit 189 zemí bez víza nebo s vízem uděleným při příjezdu.

Vízové požadavky pro držitele dánských pasů
Dánsko, Faerské ostrovy, Grónsko
Plná svoboda pohybu (Severská pasová unie)
Svoboda pohybu
Vízum není nutné
Vízum udělována při příjezdu
eVisa
Vízum dostupné při příjezdu i online
Vízum nutné předem